# Phaenolobus tsunekii
Phaenolobus tsunekii là một loài tò vò trong họ Ichneumonidae.